# Maurice Séri Gnoléba
Maurice Séri Gnoléba, né le 11 juin 1935 à Bébouo près de Daloa et mort le 1er mai 2019 à Abidjan, est un homme politique ivoirien, signataire de la Charte du Congrès national de la résistance pour la démocratie (CNRD).

## Biographie
Maurice Séri Gnoléba est ministre du Commerce dans plusieurs gouvernements de Félix Houphouët-Boigny, et membre de l'ancien parti unique, le Parti démocratique de Côte d'Ivoire. Séri Gnoléba est trésorier-payeur général de 1962 à 1974 et président du Conseil économique et social de septembre à décembre 1999.